# 藍雪花
藍雪花，又稱山灰柴、假靛（河南）、角柱花，藍雪科半灌木植物。